# Vanessa Brown
Vanessa Brown (nacida como Smylla Brind, 24 de marzo de 1928–21 de mayo de 1999) fue una actriz estadounidense nacida en Austria que trabajó en radio, cine, teatro, y televisión.

## Primeros años
Nacida en Viena, Austria, de padres judíos (Nah Brind, profesor de idiomas, y Anna Brind, psicóloga), Brown y su familia huyeron a París, Francia, en 1937 para escapar de la persecución del régimen nazi.
A los pocos años, la familia se instaló en Estados Unidos y Brown se presentó a una audición de Lillian Hellman para un papel en Watch on the Rhine. La joven, que hablaba varios idiomas con fluidez, impresionó a Hellman, que la contrató como suplente de Ann Blyth, y acabó interpretando el papel de Babette en Broadway y en la gira de la producción. En el instituto escribió y dirigió obras escolares. En 1949 se licenció en Inglés por la Universidad de California, Los Ángeles. Allí fue crítica de cine y redactora del Daily Bruin, el periódico del campus.

## Radio
El coeficiente intelectual de Brown, 165, le permitió trabajar dos años como uno de los jóvenes panelistas de la serie radiofónica Quiz Kids. Se especializó en literatura y lenguaje. En su edad adulta, tuvo un programa de entrevistas en Voice of America.
Se la escuchó en Lux Radio Theatre, Skippy Hollywood Theatre, NBC University Theatre, y Theatre Guild on the Air.

## Cine
Brown fue miembro junior del National Board of Review, el panel crítico de la industria cinematográfica. RKO Radio Pictures llevó a su familia a Los Ángeles, y Brown debutó en el cine (como Tessa Brind) en Youth Runs Wild (1944). RKO cambió su nombre por el de Vanessa Brown y le asignó una serie de papeles de ingenua en los años siguientes. A finales de la década de 1940, apareció en The Late George Apley (1947), The Ghost and Mrs. Muir (1947) como Anna, la hija mayor de Mrs. Muir, Big Jack (1949; la última película de Wallace Beery), The Heiress (1949) y otras películas. Fue la octava actriz que interpretó el papel de Jane, apareciendo en Tarzan and the Slave Girl (1950) junto a Lex Barker, seguida de un papel en The Bad and the Beautiful (1952) de Vincente Minnelli. Su última aparición en el cine fue interpretando a la hermana de Millie Perkins en la película de terror The Witch Who Came from the Sea (1976).

## Televisión
En la década de 1950, Brown fue una de las panelistas habituales del programa I'll Buy That de la CBS. Actuó en series de televisión en directo a principios de la década de 1950, como Robert Montgomery Presents y The Philco Television Playhouse, y apareció en Pantomime Quiz y Leave It to the Girls. Más tarde apareció en las series de televisión The Wonder Years y Murder, She Wrote. Interpretó el papel principal en la serie de televisión Wagon Train S1E28 "The Sally Potter Story", emitida el 9 de abril de 1958, donde su interés amoroso era un joven Martin Milner. Tuvo una aparición como invitada en Perry Mason como Donna Kress en el episodio "The Case of Paul Drake's Dilemma" (1959).

## Teatro
De vuelta a Broadway, interpretó el papel de "The Girl" en The Seven Year Itch, el personaje interpretado por Marilyn Monroe en la versión cinematográfica de 1955. Siguió trabajando en televisión durante la década de 1950, y fue una de las narradoras del documental Eight Steps to Peace (1957), de United World Federalists, junto con Vincent Price y Robert Ryan.
Brown se aventuró a escribir para el teatro. Fue la autora de Europa and the Bull, basada en la leyenda de Europa.

## Política
Brown participó activamente en el Partido Demócrata y fue delegada en la convención nacional del partido en 1956. En 1962, fue miembro de un comité que promovió una campaña por escrito a favor de Adlai Stevenson como gobernador de California.

## Pintura
En 1959, Brown fue descrita en un artículo de periódico como "una artista prometedora cuyos óleos cuelgan en las casas de las principales personalidades de la colonia cinematográfica". Firmaba sus cuadros con su nombre de nacimiento, Smylla. Una galería de Beverly Hills, California, celebró una exposición individual de su obra en 1958.

## Vida personal
Brown estuvo casada con el Dr. Robert Alan Franklyn, cirujano plástico, de 1950 a 1957. En 1959, se casó con el director de televisión Mark Sandrich, Jr. – hijo del director Mark Sandrich – y tuvieron dos hijos, David Michael y Cathy Lisa.
A su muerte, fue incinerada y sus cenizas fueron devueltas a su hijo David.
Brown tiene dos estrellas en el Paseo de la Fama de Hollywood, una estrella de cine en el 1621 de Vine Street y una estrella de televisión en el 6528 de Hollywood Boulevard.

## Filmografía
| Año  | Título                          | Papel                                   | Notas         |
| ---- | ------------------------------- | --------------------------------------- | ------------- |
| 1944 | Youth Runs Wild                 | Sarah Taylor                            |               |
| 1945 | The Girl of the Limberlost      | Helen Brownlee                          |               |
| 1946 | Margie                          | Wanda                                   | Sin acreditar |
| 1946 | I've Always Loved You           | Georgette 'Porgy' Sampter a los 17 años |               |
| 1947 | The Late George Apley           | Agnes Willing                           |               |
| 1947 | The Ghost and Mrs. Muir         | Anna Muir de adulta                     |               |
| 1947 | Mother Wore Tights              | Bessie                                  |               |
| 1947 | The Foxes of Harrow             | Aurore D'Arceneaux                      |               |
| 1949 | Big Jack                        | Patricia Mahoney                        |               |
| 1949 | The Secret of St. Ives          | Floria Gilchrist                        |               |
| 1949 | The Heiress                     | Maria                                   |               |
| 1950 | Tarzan and the Slave Girl       | Jane                                    |               |
| 1950 | Three Husbands                  | Mary Whittaker                          |               |
| 1951 | The Basketball Fix              | Pat Judd                                |               |
| 1952 | The Fighter                     | Kathy                                   |               |
| 1952 | The Bad and the Beautiful       | Kay Amiel                               |               |
| 1967 | Rosie!                          | Edith Shaw                              |               |
| 1971 | Bless the Beasts and Children   | Mrs. Goodenow                           |               |
| 1976 | The Witch Who Came From the Sea | Cathy                                   |               |

## Apariciones en radio
| Año  | Programa            | Episodio/fuente                   |
| ---- | ------------------- | --------------------------------- |
| 1946 | Hollywood Star Time | The Song of Bernadette            |
| 1957 | Suspense            | Episodio 107 – The Vanishing Lady |